# Szóljatok a köpcösnek! (film)
A Szóljatok a köpcösnek! (eredeti cím: Get Shorty) 1995-ben bemutatott amerikai film, ami Elmore Leonard azonos című regényén alapul. A filmet Barry Sonnenfeld rendezte Scott Frank forgatókönyvéből, a történet pedig egy Miamiban tevékenykedő gengszterről szól, aki Los Angelesben járva szeretne filmet készíteni. A főbb szereplők közt megtalálható John Travolta, Gene Hackman, Rene Russo és Danny DeVito.
Az Amerikai Egyesült Államokban 1995. október 20-án mutatták be a mozikban. Magyarországon az InterCom Zrt. forgalmazásában jelent meg 1996. szeptember 19-én. Később az RTL Klub új szinkront készített hozzá és ezzel mutatta be 2003. január 24-én.

## Cselekmény
Ernest "Chili" Palmer egy Miamiban dolgozó uzsorás gengszter és egyben hatalmas filmrajongó. Amikor Los Angelesbe megy zsarolási pénzt behajtani, úgy dönt hogy eljött az ő ideje, és megpróbálja megvalósítani régi vágyát: saját filmet fog csinálni. Rá is veszi fenyegetéssel a B kategóriás filmeket készítő producert, Harry Zimmet, hogy segítsen neki megvalósítani az álmát. A produkció jó úton halad a megvalósulás felé, azonban Chili bűntársai követik őt Los Angelesbe és felforgatják a terveit.

## Szereplők
| Szereplő                                               | Színész          | Magyar hang         | Magyar hang      |
| Szereplő                                               | Színész          | 1. szinkron         | 2. szinkron      |
| ------------------------------------------------------ | ---------------- | ------------------- | ---------------- |
| Chili Palmer                                           | John Travolta    | Széles László       | Forgács Péter    |
| Harry Zimm                                             | Gene Hackman     | Sinkó László        | Fülöp Zsigmond   |
| Karen Flores                                           | Rene Russo       | Timkó Eszter        | Vándor Éva       |
| Martin Weir                                            | Danny DeVito     | Harkányi Endre      | Háda János       |
| Ray `Bones` Barboni                                    | Dennis Farina    | Szélyes Imre        | Szersén Gyula    |
| Bo Catlett                                             | Delroy Lindo     | Papp János          | Rajhona Ádám     |
| Medve                                                  | James Gandolfini | Bata János          | Kőszegi Ákos     |
| Ronnie Wingate                                         | Jon Gries        |                     | László Zsolt     |
| Nicki                                                  | Renee Props      |                     | Major Melinda    |
| Leo Devoe                                              | David Paymer     | Garai Róbert        | Balázsi Gyula    |
| Tommy Carlo                                            | Martin Ferrero   | Pataky Imre         | Cs. Németh Lajos |
| Mr. Escobar                                            | Miguel Sandoval  |                     |                  |
| Yayo Portillo                                          | Jacob Vargas     |                     | Szokol Péter     |
| Dick Allen                                             | Bobby Slayton    | Némerh Gábor        | Áron László      |
| Fay Devoe                                              | Linda Hart       | Antal Olga          | Zakariás Éva     |
| Momo                                                   | Ron Karabatsos   |                     |                  |
| Curtis nyomozó, Kábítószer-osztag                      | John Cothran     | Várkonyi András     | Varga Tamás      |
| Dunbar nyomozó, Kábítószer-osztag                      | Jack Conley      | R. Kárpáti Péter    |                  |
| Morgan nyomozó, Kábítószer-osztag                      | Bernard Hocke    |                     |                  |
| Ray Barboni testőre                                    | Big Daddy Wayne  | Koncz István        | Bolla Róbert     |
| Escobar testőre                                        | Jay Montalvo     | Koncz István        |                  |
| Srác a csomagmegőrzőknél                               | Zed Frizzelle    | Markovics Tamás     |                  |
| Rezidens orvos                                         | Patrick Breen    | Dimulász Miklós     |                  |
| Ajtónálló                                              | Barry Sonnenfeld |                     |                  |
| Bones haverja                                          | Ernest Palmer    |                     |                  |
| Buddy Lupton                                           | David Groh       | Juhász Tóth Frigyes | Trokán Péter     |
| önmaga                                                 | Harvey Keitel    |                     | Széles László    |
| önmaga                                                 | Penny Marshall   |                     |                  |
| Doris Saphron                                          | Bette Midler     | Molnár Zsuzsa       | Rátonyi Hajni    |
| Jimmy Cap, Ray Bones főnöke                            | Alex Rocco       | Végh Ferenc         | Kránitz Lajos    |
| Hank Quinlan százados (A gonosz érintése című filmben) | Orson Welles     | Palóczy Frigyes     |                  |